# Каміло Санвеццо
Каміло да Сілва Санвеццо (порт.-браз. Camilo da Silva Sanvezzo; нар. 21 липня 1988, Презіденті-Пруденті, Сан-Паулу, Бразилія) — бразильський та мексиканський футболіст, виступав на позиції нападника.

## Клубна кар'єра

### «Корінтіанс Алагоано»
На юнацькому рівні розпочав займатися футболом в «Оесте Пауліста». У 2009 році перейшов до «Корінтіанс Алагоано», де виступав протягом року.

### «Кормі»
Вдало розпочав футбольну кар'єру в «Кормі», відзначився голом у своєму дебютному матчі проти «Сліма Вондерерз», хет-триком у воротах «Мсіди Сент-Джозеф» та ще одним хет-триком у воротах чинного чемпіона «Гіберніанс».
По ходу сезону «Кормі» отримав пропозицію щодо нападника від південнокорейського клубу, але вони відхилили її, пояснивши свою відповідь тим, що пропозиція була надто низькою та важливою роллю Каміло в клубі.
Каміло зіграв важливу роль в успішному сезоні «Кормі», відзначився 24-ма голами в 22 матчах чемпіонату – в середньому більше ніж одним голом за гру.

### «Кьоннам»
7 липня 2010 року перейшов до представника K-Ліги «Кьоннам». Каміло намагався повернути форму, яка зробила його результативним бомбардиром на Мальті. У складі «Кьоннама» провів сім матчів, не відзначився жодним голом. Однак відзначився 6-ма голами у 7-ми матчах за другу команду клубу.

### «Ванкувер Вайткепс»
Напередодні старту сезону 2011 року проходив перегляд у команді Major League Soccer «Ванкувер Вайткепс». Перегляд завершився вдало, і 17 березня 2011 року клуб підписав з бразильцем контракт. Дебютував за «Вайткепс», вийшовши на заміну в першому турі сезону 2011 проти «Торонто». Першими голами за «Вайткепс» відзначився 2 квітня 2011 року в нічийному (3:3) поєдинку проти «Спортінг Канзас-Сіті», завдяки чому став першим гравцем в історії MLS, який відзначився 2-ма голами в компенсований час. Каміло був названий найкращим гравцем року «Вайткепс» за його внесок у гру команду протягом сезону 2011 року, зокрема за 12 забитих м'ячів та стабільність на полі.
1 лютого 2012 року продовжив контракт з «Ванкувером». Проте Каміло розпочав рік не дуже вдало. Він не відновив стабільну форму до останніх матчів сезону. Відзначився голом і віддав 3 результативні передачі в переможному (4:0) поєдинку проти «Чіваса США». Загалом відзначився п’ятьма голами та 7 результативними передачами у 28 матчах Major League Soccer сезону 2012 року, в порівнянні з 12-ма голами та 3-ма результативними передачами в попередньому сезоні.
Каміло повернувся після посереднього сезону 2012 року, щоб вважатися потенційним кандидатом на звання MVP ліги в 2013 році. За сезон віддав 6 результативних передач. Окрім цього, Каміло завершив сезон 2013 року хет-триком у домашньому матчі проти «Колорадо Репідз», завдяки чому із 22-ма голами виграв гонку бомбардирів MLS.
Після вражаючого сезону став предметом інтересу з боку «Русенборга», найтитулованішого клубу Норвегії. Однак, тодішній президент «Вайткепс» Боб Ленардуцці зазначив, що Каміло має контракт, і що клуб з нетерпінням чекає його повернення в сезоні 2014 року. У січні 2014 року Каміло знову став предметом чуток про трансфер після того, як, як повідомлялося, його пов'язували з «Керетаро» з мексиканської Ліги MX, а деякі ЗМІ навіть повідомляли, що угода вже була завершена. Однак керівництво «Вайткепс» швидко заявило, що чутки не відповідають дійсності, а деталі згодом були видалені з вебсайту Керетаро. Однак, попри заперечення угоди, Каміло продовжував тренуватися з «Керетаро». Представники «Вайткепс» назвали поведінку гравця «неприйнятною та неналежною» та «непрофесійною». Реакція фанатів була двоякою, гнів був спрямований як на Каміло, так і на керівництво «Вайткепс» через те, як було вирішено ситуацію.

### «Керетаро»
17 січня 2014 року трансферна сага завершилася, оскільки «Ванкуве»р отримав рекордну на той час для клубу суму 2,1 мільйона доларів. В Апертурі 2014 року став найкращим бомбардиром турніру з 12-ма голами (розділив цей титул з Мауро Боселлі). Всього через декілька тижнів після одужання від травми коліна, яка не дозволила йому взяти участь у Клаусурі 2015 року, отримав ще одну травму та пропустив решту Апертури 2015 року та значну частину Клаусури 2016 року. 15 квітня 2016 року, після більш ніж 7-місячної травми, повернувся в домашньому матчі, де «Керетаро» переміг (1:0) «Клуб Америка». У 2016 році отримав прізвисько «Ель-Лобо». 28 квітня 2019 року відзначився своїм останнім голом у переможному (2:1) поєдинку проти «Веракрусом», а також зробив результативну передачу тодішньому товаришу по команді Айрону дель Вальє. Наступного тижня, 4 травня 2019 року, він провів останній матч проти «Некакси», провів на полі всі 90 хвилин, який завершився поразкою з рахунком 0:1.
Станом на 28 квітня 2019 року став найкращим в історії бомбардиром клубу з 67-ма голами.

## Кар'єра в збірній
Каміло не представляв Бразилію, країну свого народження, на жодному рівні. У липні 2013 року стало відомо, що Каміло розглядає можливість представляти Канаду на міжнародному рівні. Каміло подав заявку на постійне проживання, але мусив чекати на отримання громадянства, перш ніж отримати можливість виступати за національну збірну Канади, процес, який вже проходив його колишній одноклубник по «Вайткепс» Гершон Коффі, що народився в Гані. Щодо цієї перспективи, Каміло заявив: «Ванкувер — гарне місто, Канада — прекрасна країна, і якщо в мене буде така можливість, я прийму рішення разом зі своєю родиною».

## Статистика виступів

### Клубна
Станом на 25 квітня 2022 року
| Сезон                          | Команда                        | Чемпіонат                      | Чемпіонат | Чемпіонат | Нац. кубок | Нац. кубок | Нац. кубок | Конт. кубок | Конт. кубок | Конт. кубок | Інші кубки | Інші кубки | Інші кубки | Загалом | Загалом |
| Сезон                          | Команда                        | Змаг.                          | Матчі     | Голи      | Змаг.      | Матчі      | Голи       | Змаг.       | Матчі       | Голи        | Змаг.      | Матчі      | Голи       | Матчі   | Голи    |
| ------------------------------ | ------------------------------ | ------------------------------ | --------- | --------- | ---------- | ---------- | ---------- | ----------- | ----------- | ----------- | ---------- | ---------- | ---------- | ------- | ------- |
| 2009-2010                      | «Кормі»                        | ПЛ                             | 22        | 24        | КМ         | ?          | ?          |             | -           | -           |            | -          | -          | 22      | 24      |
| 2010                           | «Кьоннам»                      | КЛ                             | 7         | 0         | КПК        | 2          | 0          |             | -           | -           |            | -          | -          | 9       | 0       |
| 2011                           | «Ванкувер Вайткепс»            | MLS                            | 32        | 12        | КК         | 4          | 1          |             | -           | -           |            | -          | -          | 36      | 13      |
| 2012                           | «Ванкувер Вайткепс»            | MLS                            | 28        | 5         | КК         | 3          | 0          |             | -           | -           |            | -          | -          | 31      | 5       |
| 2013                           | «Ванкувер Вайткепс»            | MLS                            | 32        | 22        | КК         | 3          | 3          |             | -           | -           |            | -          | -          | 35      | 25      |
| Загалом за «Ванкувер Вайткепс» | Загалом за «Ванкувер Вайткепс» | Загалом за «Ванкувер Вайткепс» | 92        | 39        |            | 10         | 4          |             | -           | -           |            | -          | -          | 102     | 43      |
| січ.-лип. 2014                 | «Керетаро»                     | ЛMX                            | 8         | 3         | КМ         | 2          | 0          |             | -           | -           |            | -          | -          | 10      | 3       |
| 2014-2015                      | «Керетаро»                     | ЛMX                            | 17        | 12        | КМ         | 2          | 1          |             | -           | -           |            | -          | -          | 19      | 13      |
| 2015-2016                      | «Керетаро»                     | ЛMX                            | 3         | 1         | КМ         | 0          | 0          | ЛЧК         | 1           | 0           |            | -          | -          | 4       | 1       |
| 2016-2017                      | «Керетаро»                     | ЛMX                            | 29        | 13        | КМ         | 11         | 7          |             | -           | -           |            | -          | -          | 40      | 20      |
| 2017-2018                      | «Керетаро»                     | ЛMX                            | 28        | 11        | КМ         | 9          | 3          |             | -           | -           | СМ         | 0          | 0          | 37      | 14      |
| 2018-2019                      | «Керетаро»                     | ЛMX                            | 33        | 13        | КМ         | 5          | 3          |             | -           | -           |            | -          | -          | 38      | 16      |
| Загалом за «Керетаро»          | Загалом за «Керетаро»          | Загалом за «Керетаро»          | 118       | 53        |            | 29         | 14         |             | 1           | 0           |            | 0          | 0          | 148     | 67      |
| 2019-2020                      | «Тіхуана»                      | ЛMX                            | 20        | 6         | КМ         | 3          | 4          |             | -           | -           |            | -          | -          | 23      | 10      |
| 2020-2021                      | «Масатлан»                     | ЛMX                            | 27        | 13        |            | -          | -          |             | -           | -           |            | -          | -          | 27      | 13      |
| 2021-січ. 2022                 | «Масатлан»                     | ЛMX                            | 13        | 8         |            | -          | -          |             | -           | -           |            | -          | -          | 13      | 8       |
| Загалом за «Масатлан»          | Загалом за «Масатлан»          | Загалом за «Масатлан»          | 40        | 21        |            | 0          | 0          |             | -           | -           |            | -          | -          | 40      | 21      |
| січ.-лип. 2022                 | «Толука»                       | ЛMX                            | 16        | 3         |            | -          | -          |             | -           | -           |            | -          | -          | 16      | 3       |
| Усього за кар'єру              | Усього за кар'єру              | Усього за кар'єру              | 315       | 146       |            | 44         | 22         |             | 1           | 0           |            | 0          | 0          | 360     | 168     |

## Досягнення
«Керетаро»
- Кубок Мексики
  -  Володар (1): Апертура 2016

- Суперкубок MX
  -  Володар (1): 2017

Індивідуальні
- Найкращий бомбардир Прем'єр-ліги Мальти: 2009/10
- Гравець року в Ванкувер Вайткепс (2): 2011, 2013
- Золота бутса чемпіонату Канади (1): 2013
- Матч всіх зірок МЛС: 2013[21]
- Золота бутса МЛС: 2013
- Найкрасивіший гол сезону в МЛС: 2013
- Найкращий бомбардир Ліги MX: Апертура 2014 (розділив з Мауро Боселлі)